# Madalena de Valois
Madalena de Valois ou Madalena da França (em francês:  Madeleine de France; Castelo de Saint-Germain-en-Laye, 10 de agosto de 1520 – Edimburgo, 7 de julho de 1537), foi uma princesa francesa que se tornou Rainha Consorte da Escócia como a primeira esposa de Jaime V. O casamento foi organizado como uma condição do Tratado de Rouen, e Jaime deveria estar noivo de outra noiva, mas ele preferia Madalena. Eles se casaram, mas sua saúde, ruim desde o nascimento, falhou e ela morreu seis meses após o casamento, dando a ela o apelido de "rainha do verão" dos escoceses.

## Biografia

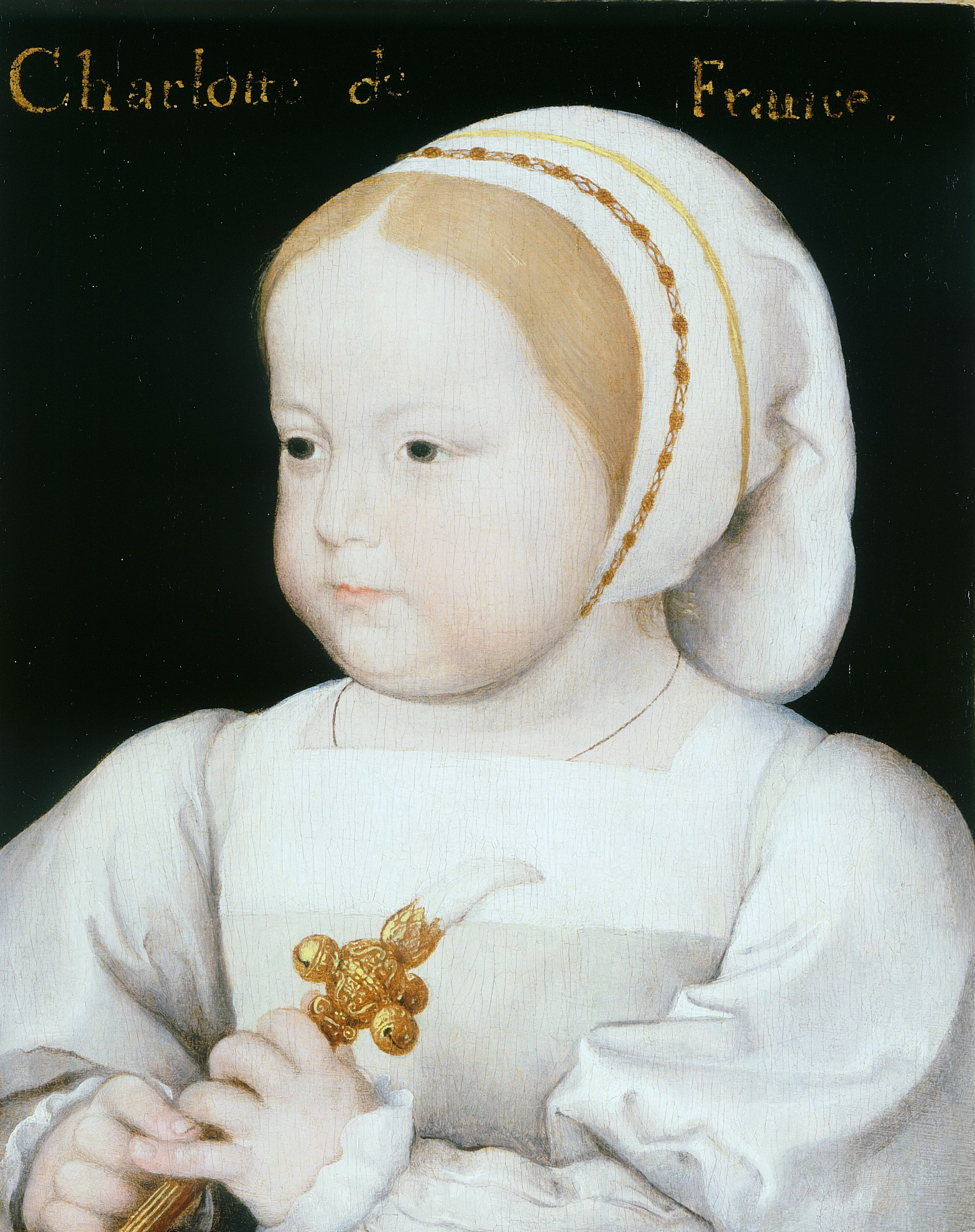
Retrato por Jean Clouet, c. 1522.

Madalena nasceu em Saint-Germain-en-Laye, França, o quinto filho e terceira filha do rei Francisco I de França e Cláudia, Duquesa da Bretanha (filha do rei Luís XII de França e Ana, Duquesa da Bretanha). Muito frágil desde o nascimento, ela cresceu na região quente e temperada do Vale do Loire, na França, e não em Paris, pois seu pai temia que o frio destruísse sua saúde delicada. Juntamente com sua irmã Margarida, ela foi criada por sua tia, Margarida de Angoulême. Isso durou até o pai se casar novamente e sua nova esposa, Leonor da Áustria, levá-los para sua própria casa. Aos dezesseis anos, ela havia contraído tuberculose.

## Negociações de Casamentos
Três anos antes do nascimento de Madalena, o Tratado Franco-Escocês de Rouen foi criado para reforçar a Velha Aliança após a derrota da Escócia na Batalha de Flodden. Um casamento com uma princesa francesa pelo rei escocês era uma de suas disposições. Em abril de 1530, João Stuart, Duque de Albany, foi nomeado comissário para finalizar o casamento real entre Jaime V e Madalena. No entanto, como Madalena não gozava de boa saúde, outra noiva francesa, Maria de Bourbon, foi proposta. Maria de Bourbon receberia um dote como se fosse filha do rei francês.
Jaime V contraiu-se para casar com Maria de Bourbon e viajou para a França em 1536 para conhecê-la, mas ferido pela delicada Madalena, pediu a Francisco I sua mão em casamento. Citando sua doença e o clima severo da Escócia, que ele temia ser fatal para a saúde já insuficiente de sua filha, Francisco I inicialmente se recusou a permitir o casamento.
Jaime V continuou pressionando Francisco I pela mão de Madalena e, apesar de suas reservas e medos incômodos, Francisco concedeu com relutância a permissão ao casamento quando Madalena demonstrou seu interesse em casar com Jaime muito óbvio. Os dois se casaram em 1 de janeiro de 1537 na Catedral de Notre Dame, em Paris. Francisco I também forneceu a Madalena um dote muito generoso (e muito necessário), que aumentou consideravelmente o tesouro escocês. De acordo com o contrato de casamento de Blois, Madalena renunciou a ela e a qualquer das reivindicações de seus herdeiros ao trono francês. Se Jaime morresse primeiro, Madalena manteria para a vida toda os bens, incluindo os condados de Fife, Strathearn, Ross e Orkney com o Palácio das Malvinas, o Castelo de Stirling e o Castelo Dingwall, com o Senhorio de Galloway e o Castelo Threave.

## Rainha da Escócia
Após meses de festividades e celebrações, o casal deixou a França para a Escócia em maio de 1537. Nessa época, a saúde de Madalena havia se deteriorado ainda mais e ela estava muito doente quando o par real desembarcou na Escócia. Chegaram a Leith às 10 horas da noite de domingo, 19 de maio.
Uma lista detalhada dos presentes de casamento de Francisco I também sobrevive. Alguns de seus cortesãos franceses também vieram e estão incluídos entre os onze membros nomeados de sua casa; sua ex-governanta, Anne de Boissy, madame de Montreuil; Madame de Bren; seu secretário, Jean de Langeac, bispo de Limoges; casa principal, Jean de St Aubin; escudeiro, Charles de Marconnay; médico, Master Partix; páginas John Crammy e Pierre de Ronsard; peleiro Gillan; açougueiro John Kenneth; barbeiro Anthony.

## Morte
Madalena escreveu a seu pai de Edimburgo em 8 de junho de 1537 dizendo que estava melhor e que seus sintomas haviam diminuído. No entanto, um mês depois, em 7 de julho de 1537 (um mês antes de seu aniversário de 17 anos), Madalena, a chamada "rainha do verão" dos escoceses, morreu nos braços de seu marido em Edimburgo, na Escócia.
A rainha Madalena foi enterrada na Abadia de Holyrood, em Edimburgo, ao lado do rei Jaime II da Escócia. A sepultura foi profanada por uma multidão em 1776 e sua alegada e ainda bela cabeça foi roubada.
Menos de um ano após sua morte, seu marido casou-se com a viúva Maria de Guise, que havia participado de seu casamento com Madalena. Vinte anos depois, entre os tesouros do castelo de Edimburgo, havia duas pequenas xícaras de ouro, uma bacia de ágata, um vaso de jaspe e um jarro de cristal dado a Madalena quando criança na França.